# Thane Baker
Walter Thane Baker (ur. 4 października 1931 w Elkhart w stanie Kansas) – amerykański lekkoatleta sprinter, czterokrotny medalista olimpijski.
Był uważany przede wszystkim za specjalistę biegu na 200 metrów. Na tym dystansie wywalczył srebrny medal na igrzyskach olimpijskich w 1952 w Helsinkach, przegrywając tylko ze swym rodakiem Andym Stanfieldem.
Jako student Kansas State University zdobył akademickie mistrzostwo Stanów Zjednoczonych (NCAA) na 220 jardów w 1953.
W czerwcu 1956 wyrównał rekord świata Stanfielda w biegu na 200 metrów wynikiem 20,6 s, a w biegu na 100 metrów osiągnął w tym roku czas 10,2 s. Został także mistrzem Stanów Zjednoczonych (AAU) w biegu na 200 metrów.
Na igrzyskach olimpijskich w 1956 w Melbourne Baker zdobył trzy medale, każdy innego koloru. Najpierw zajął 2. miejsce w finale biegu na 100 metrów (za swym rodakiem Bobbym Joe Morrowem, a przez Hectorem Hoganem z Australii, następnie był trzeci w finale biegu na 200 metrów, za Morrowem i Stanfieldem. W sztafecie 4 × 100 metrów zdobył wraz z kolegami (Ira Murchison, Leamon King i Morrow) złoty medal poprawiając rekord świata na 39,5 s. Biegł na trzeciej zmianie.
Baker był również rekordzistą świata na nietypowym dystansie 300 jardów (29,4 s). Po zakończeniu kariery sportowej pracował w przemyśle naftowym w Mobil Oil. Startował z powodzeniem w lekkoatletycznych mistrzostwach weteranów.